# I. Jakab angol király
VI. Jakab skót, és I. Jakab néven angol király (eredeti nevén James Charles Stuart; 1566. június 19. – 1625. március 27.) Skócia uralkodója 1567-től, valamint Anglia királya 1603-tól haláláig. Általa jött létre a két ország perszonáluniója, amely mintegy száz évvel később tényleges egységgé, Nagy-Britanniává fejlődött.
Jakab I. Mária skót királynő fia volt és egyben VII. Henrik angol és ír király ükunokája is, így joggal pályázhatott mindhárom ország koronájára. Tizenhárom hónaposan került Skócia élére, miután katolikus anyját a protestáns főnemesség lemondásra kényszerítette. Kiskorúsága idején négy különböző régens kormányzott helyette. Bár 1579-ben formálisan nagykorúvá nyilvánították, ténylegesen csak 1583-tól kezdhette el országa kormányzását. 1589-ben feleségül vette Dániai Annát. Három, felnőttkort megért gyerekük született: Henrik Frigyes, Erzsébet és Károly. 1603-ban a gyermektelen I. Erzsébet halálával kihalt a Tudor-ház és Jakab megörökölte az angol (és ír) trónt. Jakab ezt követően legnagyobb és leggazdagabb országában, Angliában lakott, Skóciába csak egyszer látogatott vissza. Szorgalmazta Anglia és Skócia szövetségének szorosabbá vételét, közös parlament, jogrendszer és egyház kialakítását, de terve alattvalói ellenállásán megbukott. Uralkodása alatt kezdődött el az angol és skót protestánsok Észak-Írországba való betelepítése, valamint Észak-Amerika angol gyarmatosítása.
Jakab 57 évig uralkodott Skóciában, valamennyi skót király közül a leghosszabb ideig. Angliában rendszeresen konfliktusba keveredett a parlamenttel és fanatikus katolikusok az ún. lőpor-összeesküvésben megpróbálták meggyilkolni (családjával és az egész parlamenttel együtt). Uralkodása alatt virágzottak a művészetek, ekkor alkotott William Shakespeare, John Donne, Ben Jonson és Francis Bacon. Jakab maga is írt, főleg politikai (The True Law of Free Monarchies, Basilikon Doron) és teológiai (Daemonologie) műveket. Szorgalmazta az imakönyv felülvizsgálatát és a Biblia újrafordítását angol nyelvre, amelyet róla neveztek el Jakab király Bibliájának. Külpolitikájában igyekezett elkerülni hogy háborúkba bonyolódjon, különösen az akkor kitörő harmincéves háborúba és a közvélemény ellenében is dinasztikus házassággal akarta megbékíteni Anglia nagy ellenfelét, Spanyolországot. Utolsó éveiben a kormányzás elhanyagolása és kegyencekre való támaszkodás miatt udvarának tekintélye nagymértékben csökkent. 1625-ös halála után fia, I. Károly követte Anglia és Skócia trónján.

## Gyermekkora

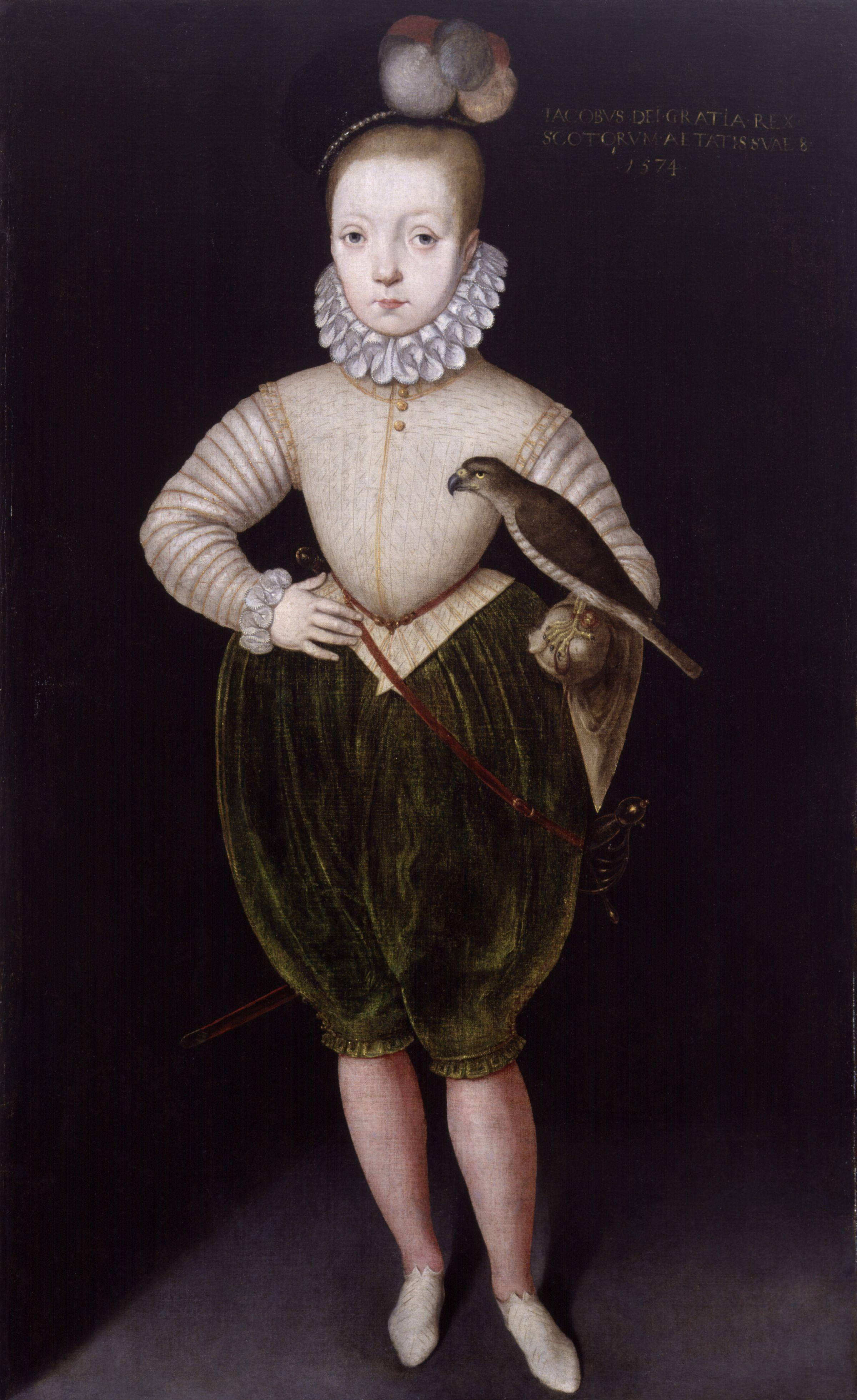
Jakab kisfiúként (Arnold Bronckorst képének másolata, 1574

Jakab Stuart Mária skót királynő és második férje, Henry Stuart (Lord Darnley) egyetlen fia volt. Mind Mária, mind Darnley VII. Henrik angol király dédunokái voltak, Tudor Margit (VIII. Henrik nővére) ágán. Lévén mind maga, mind férje katolikus, Mária uralma bizonytalan volt, a protestáns nemesség lázadozott ellene. Házasságuk sem volt problémamentes, Darnley titokban szövetkezett a lázadókkal és három hónappal Jakab születése előtt összeesküvést szőtt a királynő titkárának, David Rizziónak a meggyilkolására.
Jakab 1566. június 19-én született Edinburgh várában. Első fiúként és trónörökösként automatikusan megkapta a Skócia hercege és főkormányzója, valamint a Rothesay hercege címeket. Ötnapos korában az angol követ, Henry Killigrew meglátogatta a királynőt, aki még igen gyenge volt és csak halkan tudott beszélni. A gyerekről megállapította, hogy "igen arányos és valószínűleg csinos hercegecske lesz belőle". December 17.-én Stirling várában keresztelték meg a Károly Jakab vagy Jakab Károly névre. Keresztszülei IX. Károly francia király (aki Jean de Brienne gróffal képviseltette magát), I. Erzsébet angol királynő (képviselője Francis Russell, Bedford 2. grófja) és Emánuel Filibert szavojai herceg (képviselője Philibert du Croc skóciai követ) voltak. A protestáns Bedford grófot Jane Stuart, Argyll grófnéja helyettesítette a szertartáson. Mária megtiltotta, hogy a keresztelést végző John Hamilton érsek (akiről azt írta hogy egy "himlőragyás pap") a hagyományos szokásnak megfelelően beleköpjön a gyerek szájába. Az ezt követő mulatságon farkat viselő, szatírnak öltözött férfiak is felléptek, ami miatt az angol vendégek megsértődtek, mert úgy hitték, hogy őket akarják kigúnyolni.
Alig két hónappal a keresztelés után, 1567. február 10-én ismeretlen merénylők meggyilkolták Lord Darnleyt, talán azért, hogy megbosszulják Rizzio halálát. Jakab megörökölte apjától az Albany hercege és Ross grófja címeket. Mária már eddig is népszerűtlen volt, de amikor 1567. május 15-én feleségül ment James Hepburn Bothwell 4. grófjához (akit a közvélemény Darnley gyilkosának tartott) elutasítottsága új csúcsokat döntött. Júniusban a protestáns nemesség fellázadt ellene, letartóztatták és Lochleven várába zárták; soha többé nem láthatta a fiát. Július 24-én aláíratták vele a lemondását csecsemőkorú fia javára. A kormányzat élére Mária házasságon kívül született féltestvére, James Stewart (Moray grófja) került régensként. Jakab ezzel akaratlanul is folytatta a családi hagyományt: anyja és nagyapja is csecsemőként került Skócia trónjára.

### Kiskorúsága

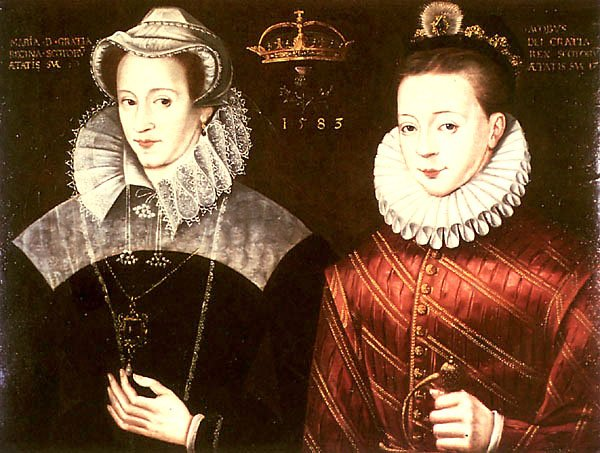
A 17 éves Jakab anyja oldalán (a valóságban egy éves kora után nem találkoztak)

Jakab Stirling erős várában nevelkedett, ahol gondozásáért John Erskine (Mar grófja) és felesége, Annabell Murray volt felelős. 1567. július 29-én, tizenhárom hónaposan Adam Bothwell, Orkney püspöke Stirling templomában felkente Skócia királyává. A koronázási szertartást a híres prédikátor, John Knox celebrálta. A többségében protestáns főnemesség akaratának megfelelően őt is ebben a vallásban nevelték. A Titkos tanács (gyakorlatilag az ország kormánya) George Buchanant, Peter Youngot, Adam Erskine-t és David Erskine-t bízta meg az ifjú uralkodó nevelésével. A nevelők vezetője, Buchanan rendszeres pálcázást írt elő a király számára, ugyanakkor életreszólóan belécsepegtették az irodalom és a tudás szeretetét. Buchanan De Jure Regni apud Scotos c. traktátusában megírta hogy célja az volt, hogy Jakabból istenfélő, protestáns uralkodó váljék, aki belátja a monarchia intézményének határait.
1568-ban Mária megszökött Lochleven várából és hívei fellázadtak. Májusban Moray grófja a langside-i csatában legyőzte a felkelőket, Mária pedig Angliába menekült, ahol I. Erzsébet, mint potenciális trónkövetelőt házi őrizetben tartotta. 1570 januárjában Morayt meggyilkolták, és a régensi feladatokat Jakab apai nagyapja, Matthew Stewart (Lennox grófja) vette át. Őt alig egy évvel később Mária hívei egy összecsapásban halálosan megsebesítették. Utóda, Mar grófja hamarosan súlyosan megbetegedett és 1572 októberében elhunyt. Egyes források szerint betegsége közvetlenül azután kezdődött, hogy részt vett James Douglas (Morton grófja) lakomáján, ahol feltehetően megmérgezték.
Mar után Mortont választották régensnek, aki sok tekintetben Jakab valamennyi régense közül a leghatékonyabbnak bizonyult, de tevékenysége közben számos ellenséget szerzett. Kegyvesztetté vált azonban, amikor 1579-ben Franciaországból megérkezett Esmé Stewart (Lord Darnley unokatestvére) és hamarosan a fiatal király bizalmába férkőzött. 1579. október 19-én a 13 éves Jakabot nagykorúvá nyilvánították. 1581 júniusában Mortont Darnley meggyilkolásában való bűnrészesség vádjával kivégezték. Augusztus 8-án Jakab Esmé Stewartot Lennox hercegévé tette; de a kegyenc befolyása már nem tartott sokáig.

## Skóciai uralma

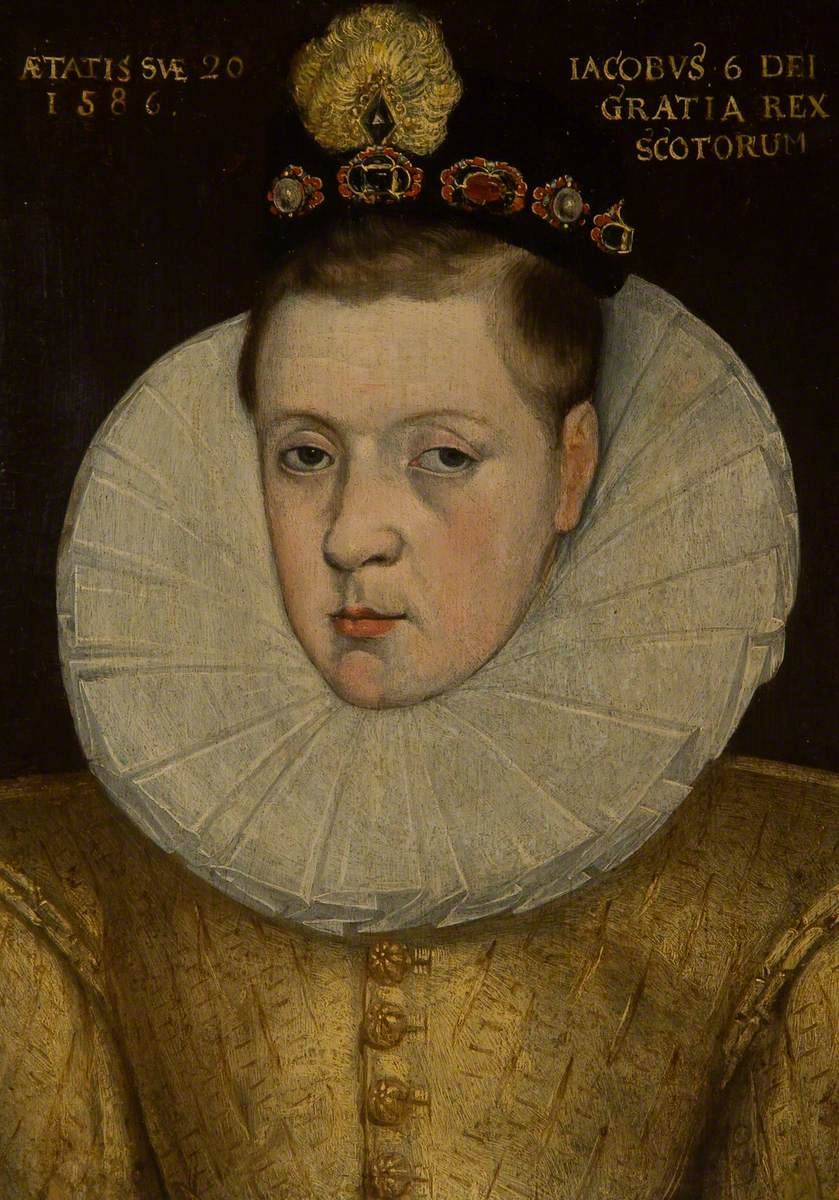
A 20 éves Jakab (Adrian Vanson képe, 1586)

Az eredetileg katolikus Lennox áttért ugyan a protestáns hitre, de a skót kálvinista főurak nem bíztak benne. Miután észrevették a közte és a király közötti ragaszkodás fizikai jeleit is, attól tartottak, hogy "bujaságra csábítja" Jakabot. 1582 augusztusában a lordok egy csoportját képviselő William Ruthven és Archibald Douglas grófok Ruthven várába csalták Jakabot, ahol őrizetbe vették, (írattak vele egy levelet is, hogy nem tartják ott fogva akarata ellenére és senki se siessen a segítségére) Lennoxot pedig kiutasították Skóciából.
Jakab tíz hónapot töltött a lordok fogságában és csak 1583 júliusában nyerte vissza a szabadságát. Elsődleges feladatának azt tekintette, hogy megerősítse uralmát a királyságában. 1584-ben sikerült átvinnie a parlamenten az ún. Fekete törvényeket, amelyekkel királyi felügyelet alá vonta a protestáns egyházat; egyúttal elítéltette korábbi nevelőjének, Buchanannak az írásait. 1584-1603 között kormánya hatékonyan vezette az országot és sikerült viszonylagos békét tartania a lordok között. Ebben nagy segítségére volt a kormányzatot 1592-ig vezető John Maitland. 1596-ban egy nyolc főből álló bizottság, az "Octavianusok" vette át a pénzügyeket, de szigorú rendelkezéseik miatt olyan népszerűtlenek lettek, hogy egy évvel később zavargások törtek ki ellenük Edinburgh-ban és ideiglenesen a királyi udvart is kénytelenek voltak Linlithgow-ba költöztetni.
1600 augusztusában a király korábbi elrablásáért kivégzett William Ruthven fiai, John és Alexander kastélyukba, Gowrie House-ba csalták Jakabot, hogy elrabolják. A dulakodásban a király apródja, John Ramsay megsebesítette Alexandert, utána pedig a testőrök mindkét fivért megölték. Legalábbis ez volt Jakab változata az eseményekről; a közöttük lévő gyűlölködés miatt és mert a király nagy összeggel volt adósa a Ruthveneknek, hamarosan különféle elméletek kezdtek terjedni a fivérek meggyilkolásáról.
1586-ban a katolikus hatalmak által fenyegetett protestáns Skócia kölcsönös védelmi szövetséget (a berwicki szerződést) kötött a hasonló helyzetben lévő Angliával. Bár a következő évben I. Erzsébet lefejeztette Jakab anyját, az összeesküvésekbe bonyolódó Máriát és emiatt rövid időre meg is szakadt a két ország közötti diplomáciai viszony, az események egyértelművé tették az angol trón örökösödését. Erzsébetnek nem volt gyermeke és a legközelebbi szóba jöhető örököse Jakab volt. A skót király külpolitikája elsődlegesen arra irányult, hogy ezt a lehetőséget ne sodorja veszélybe. Amikor 1588-ban a Spanyol armada megtámadta Angliát, biztosította Erzsébetet a támogatásáról. Erzsébet a maga részéről 1586-tól évente jelentős apanázst folyósított Jakabnak, ezzel némi befolyásra is tett szert a skót belügyekben.

### Házassága

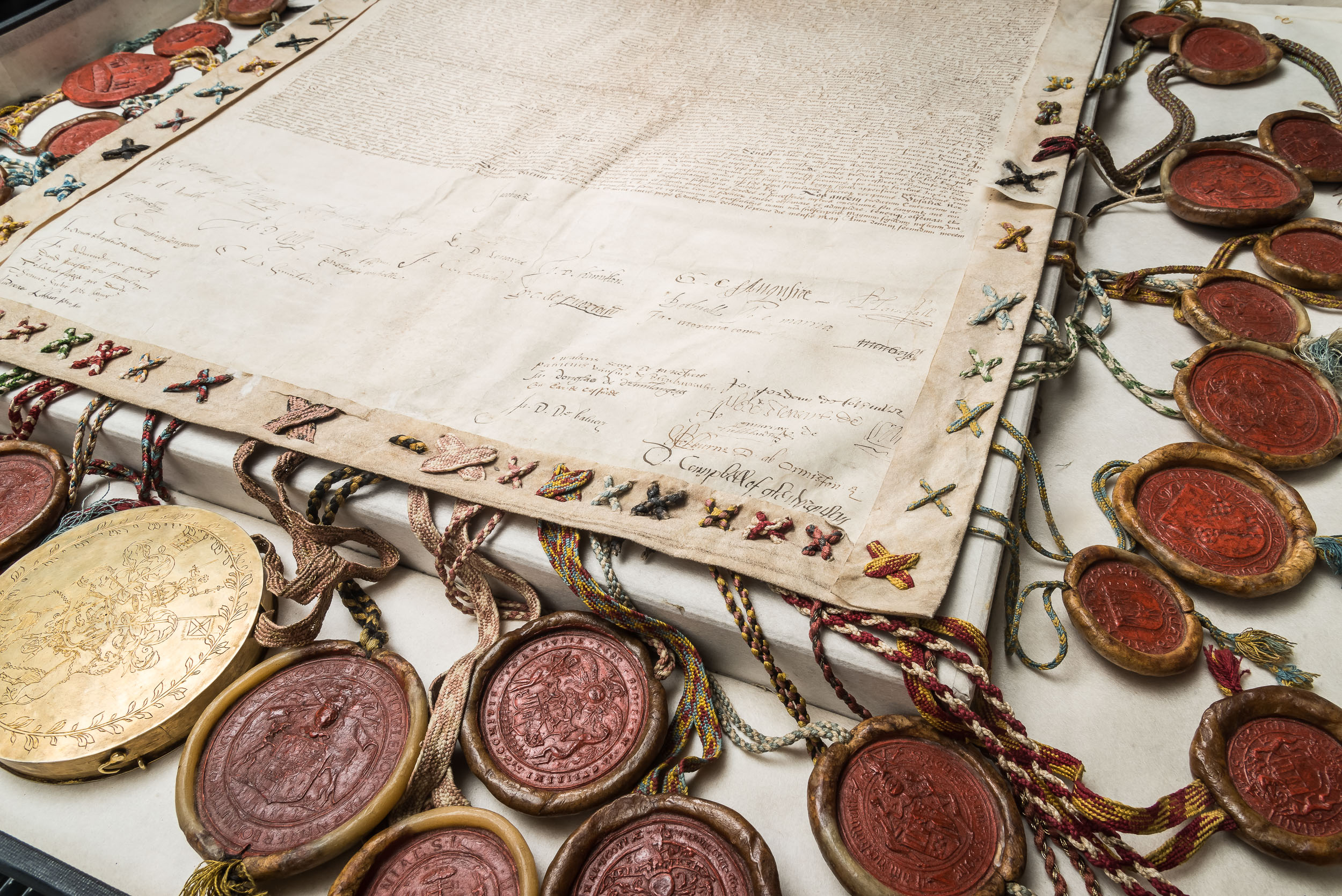
Jakab és Anna házassági szerződése

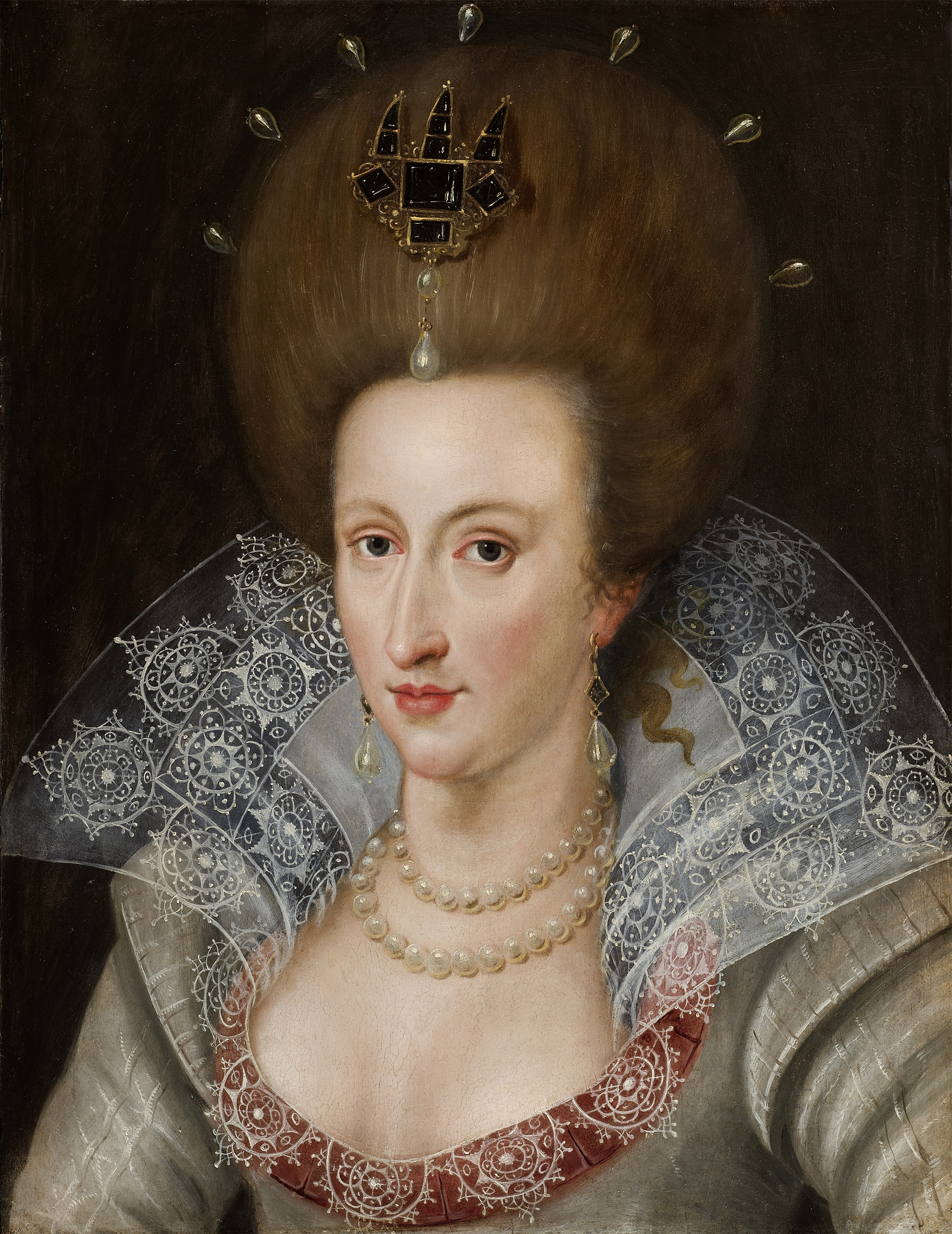
Anna királyné (John de Critz képe, kb. 1605)

A fiatal Jakabot sokat dicsérték erényességéért, mert nem igazán érdeklődött a női nem iránt. Lennox elvesztése után továbbra is inkább a férfitársaságot preferálta. Hatalma megerősítéséhez azonban mindenképpen szüksége volt egy dinasztikus házasságra. A választás a protestáns II. Frigyes dán király tizennégy éves fiatalabbik lányára, Annára esett. 1589 augusztusában Jakab képviselője Koppenhágában szimbolikusan házasságot kötött Annával, majd a fiatalasszony elindult Skóciába, ám a viharok miatt hajója egy norvég kikötőbe kényszerült. Amikor Jakab erről értesült, 300 fős kíséretével áthajózott Norvégiába, hogy személyesen kísérje feleségét új otthonába; egy történész szerint ez volt "életének egyetlen romantikus epizódja". Tényleges házasságkötésükre november 23-án került sor Oslo püspöki palotájában. Anna hozománya 75 ezer dán tallért tett ki, ezenkívül a dán királyné, Mecklenburgi Zsófia további 10 ezer tallért ajándékozott nekik. Egy ideig Helsingørben és Koppenhágában tartózkodtak, találkoztak Tycho Brahe királyi csillagásszal, majd hazautaztak Skóciába, ahová 1590. május 1-én érkeztek meg. Minden forrás arról számol be, hogy Jakab -legalábbis az első években – rajongott Annáért és mindig kimutatta iránta érzett ragaszkodását. Három, a felnőttkort megért gyermekük született: Henrik Frigyes, aki 1612-ben, 18 évesen belehalt a tífuszba; Erzsébet, aki rövid ideig Csehország királynéja volt; valamint Károly, aki megörökölte Jakabtól Skócia és Anglia koronáját. Anna 1619 márciusában halt meg, még férje előtt.

### A boszorkányvadász

Jakab előtt térdelő boszorkánygyanús vádlottak (Daemonologie, 1597)

Dániai látogatása során Jakab érdeklődését felkeltették az ottani boszorkányperek. Hazaérve maga is részt vett North Berwickben tartott első jelentősebb skóciai boszorkányperen, ahol a vádlottakat az 1563-as boszorkánytörvény alapján ítélték el. Itt többeket (köztük az egyik fő vádlottat, Agnes Sampsont) azért végeztek ki, mert állítólag viharokat küldtek Jakab és Anna hajójára a hazaútjukon.
A király aggódni kezdett az ördögimádók jelentette veszély miatt és 1597-ben megjelentette Daemonologie c. művét, melyben saját tapasztalatait is leírta; Jakab személyesen is felügyelte a boszorkánysággal vádolt nők kínvallatását. Könyvéből állítólag Shakespeare is merített ihletet a Macbeth jeleneteihez. 1599 után már némileg szkeptikusabbá vált: Henrik fiának írt levelében gratulál neki "...a csaló kis némber leleplezéséhez. Imádkozom Istenhez, hogy jó utódom legyél a hasonló vizsgálódásokban... a legtöbb csodáról manapság kiderül, hogy csak illúzió volt és ebből is láthatod, hogy a bíráknak milyen óvatosaknak kell lenniük, amikor hisznek a vádaskodásoknak".

### A Felföld és a nyugati szigetek helyzete
Bár IV. Jakab még 1493-ban felszámolta a nyugati partvidéken a "szigetek lordjainak" önállóságát, de erős kormányzatot képtelen volt bevezetni, így a 16. században a nyugati szigetvilágon (Hebridák) és az erősen tagolt partvonal félszigetein a helyi kiskirályok uralkodtak és kölcsönösen fosztogatták egymást. Az isten háta mögötti vidékre a reformáció is lassan jutott el, a lakosság többsége katolikus maradt, szemben a sűrűn lakott, protestáns Délkelet-Skóciával.. VI. Jakab idejében a Hebridák és a Skót-felföld lakóit törvény nélkül élő barbároknak tartották, akik nem ismernek sem Istent, sem embert és bármilyen kegyetlenségre képesek. Gael nyelvük (amelyet IV. Jakab még folyékonyan beszélt) is idegennek tűnt a skótul beszélő délkeletieknek, a parlament el is határozta a betiltását, mint a felföldiek és szigetlakók elmaradottságának egyik fő okát.

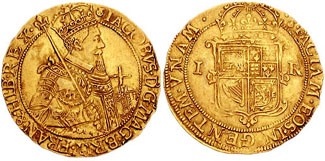
Skót aranypénz Jakab arcképével

VI. Jakab ilyen körülmények között engedélyezte 1598-ban "Fife úriemberei" számára az "igencsak barbár" Lewis szigeten kolónia létrehozását. A telepesektől nem várták el, hogy jó viszonyt tartsanak fenn a korábbi lakókkal, sőt kiirthatták őket. Biztató kezdetek után a szigetlakók elűzték őket; ugyanígy jártak 1605-ben is, de harmadszorra, 1607-ben sikerült megvetniük a lábukat. A király 1609-ben kiadta az ionai statútumokat, amelyekben kötelezte a klánvezéreket, hogy támogassák a protestáns lelkészeket, rendszeresen eljárjanak Edinburghba beszámolni tetteikről és gyermekeiket alföldi (délkeleti) protestáns iskolákba kellett járatniuk.
Orkney és Shetland szigetein Jakab unokatestvére, Patrick Stewart gróf nem tartotta be a statútumokat, ezért börtönbe zárták. Törvénytelen fia, Robert fellázadt, de felkelését leverték és apjával együtt felakasztották. Birtokaikat elkobozták és közvetlenül a korona alá rendelték.

### Monarchiaelmélet

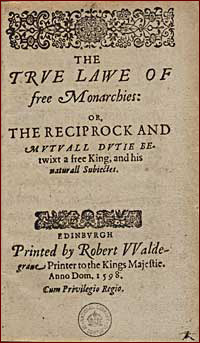
A szabad monarchiák valódi törvénye 1598-as kiadása

1597–98-ban Jakab megírta A szabad monarchiák valódi törvénye (The Trve Lawe of free Monarchies) és a Basilikon Doron (Királyi adomány) c. műveit amelyben a monarchiák teológiai alapját tárgyalta. A "Valódi törvény" kifejtette, hogy a királyok Isten akaratából kerültek az országok élére, a Bibliából levezethetően felsőbbrendűek a köznépnél, ámbátor egyúttal "a legfölsőbb polc a legcsúszósabb is". Jakab az abszolutista monarchiamodell mellett tör lándzsát, ahol a királynak jogában áll egyedül is törvényeket hozni, azonban eközben figyelembe kell vennie az ország hagyományait és Isten törvényeit, aki "kedve szerint bocsát csapásokat a gonosz királyok megbüntetésére".
A Basilikon Doron az akkor négy éves Henrik hercegnek íródott, hogy ha majd felnő, haszonnal forgathassa az uralkodás gyakorlati részleteit illetően. Szövegét, prózáját illetően Jakab legélvezetesebb művei közé tartozik. A nemesi országgyűléseket illetően azt tanácsolja az ifjú Henriknek, hogy: "Ne hívj össze parlamentet, csak ha új törvényekre van szükség, és akkor is csak ritkán" – mintha előre látta volna gondjait az angol alsóházzal. A Valódi törvény-ben megállapítja, hogy a király úgy birtokolja országát, mint a feudális úr a maga földjét, mert királyok már léteztek "más emberek bármiféle birtoka vagy címe előtt, mielőtt parlamentet tartottak vagy törvényt hoztak volna, és ők osztották szét azt a földet amely eleinte teljesen az övék volt. Ebből szükségszerűen következik, hogy a királyok voltak a törvények megalkotói, nem pedig a törvények a királyoké."

### A művészetek patrónusa
Az 1580-as és 90-es években Jakab aktívan támogatta hazájának irodalmi életét. Már 1584-ben, 18 évesen kiadta Egyes betartandó valamint mellőzendő szabályok és elővigyázatosságok a skót verstanban (Ane Schort Treatise conteining some Reulis and Cautelis to be observit and eschewit in Scottis poesie) c. művét amely egyszerre volt költői kézikönyv és a skót költészet hagyományainak ismertetése. Rendelkezéseket hozott a zene oktatásának megreformálásáról és támogatásáról és sürgette a városokat, hogy hatékonyabban és bőkezűbben támogassák az egyházi énekiskolákat. Udvari zenészeiből és költőiből megszervezte a Kasztaliai társaság (Kasztalia a múzsák szent forrása volt a görög mitológiában) nevű művészeti kört, melynek maga volt a feje és a fő mecénása. Körébe tartozott kedvenc költője, Alexander Montgomerie, William Fowler és még sokan mások. Jakab maga is írt verseket és magát a Társaság gyakorló tagjának tartotta.
Az 1590-es évek vége felé, ahogy az angol korona már karnyújtásnyi távolságra került, Jakab visszafogta addigi buzgóságát a skót hagyományok hirdetésében. William Alexander és más udvari költők kezdtek angolul írni és amikor eljött az ideje, követték a királyt Londonba. Az angol reneszánsz költészetben és drámaírásban – mely az ő uralkodása alatt érte el a csúcspontját – Jakab sok tekintetben meghatározó szerepet játszott mind íróként, mind mecénásként. Ezzel szemben a skót hagyományokat pártoló erőfeszítései hamarosan háttérbe szorultak.

## Anglia királya

Az angol-skót perszonálunió jelképe Jakab címerében a Tudor-rózsa és a skót bogáncs egyesítésével

1601-től kezdődően, ahogyan egyre közeledett I. Erzsébet halála, egyes angol politikusok, mint pl. Salisbury grófja, Robert Cecil főminiszter (Jakab azt írta Cecilről, hogy "a tényleges király") titokban felvették a kapcsolatot Jakabbal, hogy várható örökösödése minél simábban végbemehessen. 1603 márciusában, amikor a királynő már haldoklott, Cecil küldött a skót királynak egy kiáltványtervezetet az angol trón átvételéről. Erzsébet március 24-én hunyt el és Londonban még aznap kikiáltották Jakabot Anglia királyává.
Jakab április 5-én indult Edinburgh-ból Londonba (megígérte, hogy háromévente visszalátogat, amit aztán nem tartott be), de csak lassan haladt dél felé. Útközben a helyi notabilitások nagyszabású ünnepségeket rendeztek a tiszteletére, Jakabot pedig elbűvölte új országának és alattvalóinak gazdagsága. Kijelentette, hogy „kőből való priccsét puha pihevánkosra cserélhette”. Május 7-én érkezett a fővárosba, kilenc nappal Erzsébet temetése után. Új alattvalói seregestül gyűltek hogy láthassák és örvendeztek hogy az örökösödést megúszták zendülések és külföldi katonai beavatkozások nélkül.
Július 25-én Jakabot a westminsteri apátságban Anglia királyává koronázták. A pestisjárvány miatt csak visszafogott ünnepségeket rendeztek, Londonba való ünnepélyes bevonulását 1604 márciusára halasztották. A költő Thomas Dekker azt írta, hogy "az utcákat mintha emberekkel kövezték volna ki; a standokon drága árucikkek helyett gyerekek szorongtak; a nyitott ablakokban nők tolongtak".
Jakab új országának azonban megvoltak a maga gondjai. A monopóliumok és a súlyos adók miatt sokan tiltakoztak, az ír háború költségei pedig súlyos terhet jelentettek a költségvetésnek, amely 400 ezer fontnyi adóssággal küszködött.

## Uralkodásának kezdetei

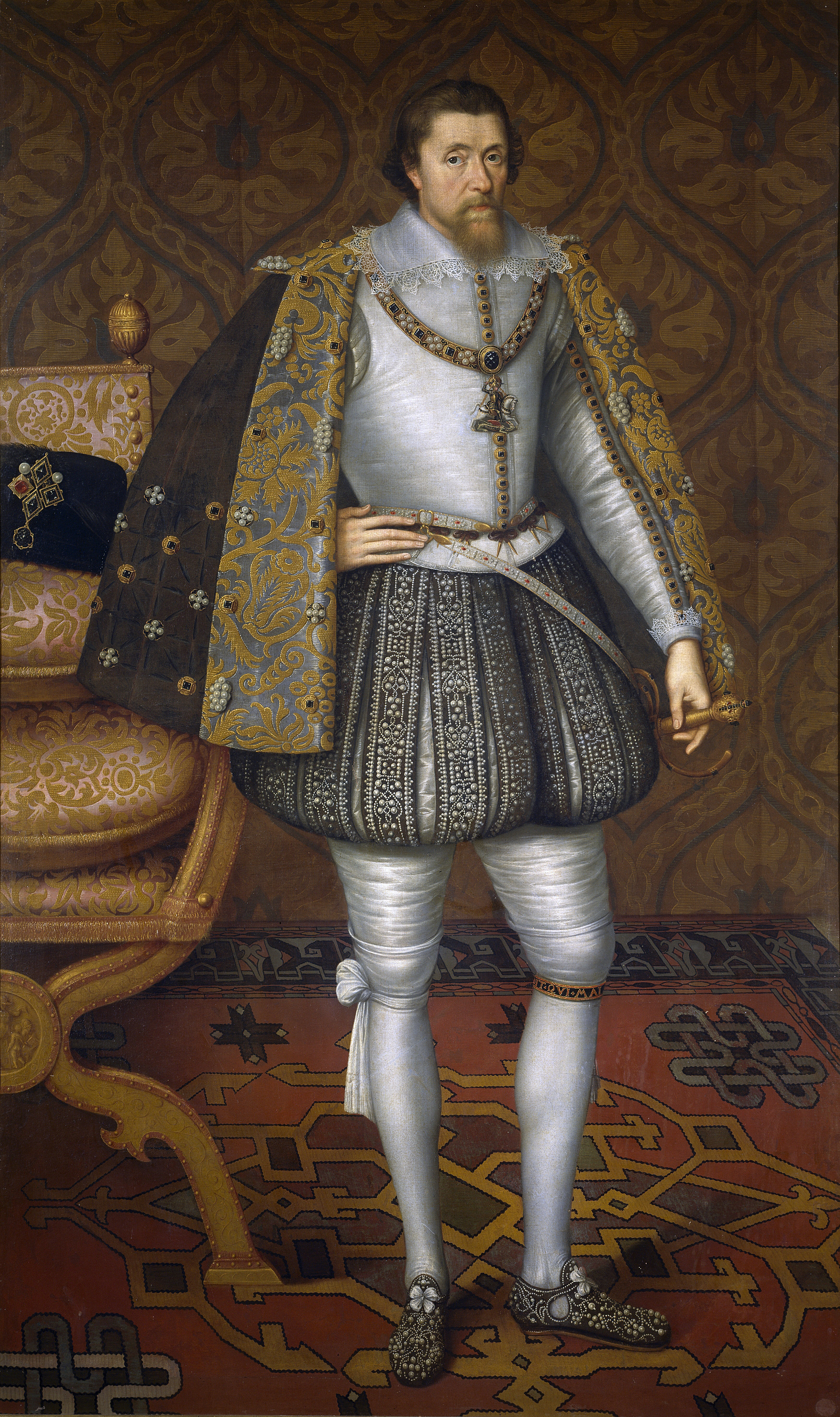
Jakab 1605 körül (John de Critz képe)

A problémamentes örökösödési folyamat és a szíves fogadtatás ellenére uralkodása első évében két összeesküvést is szerveztek Jakab ellen, hogy helyette unokatestvérét, Arabella Stuartot ültessék az angol trónra. Többeket letartóztattak, köztük Walter Raleighet és Henry Brooke cobhami bárót. Az összeesküvők egy része azért csalódott benne, mert – ahogy Cecillel titokban megállapodott – megtartotta Erzsébet Titkos tanácsának (gyakorlatilag a kormányának) tagjait. Mások azért nehezteltek rá, mert kibővítette a tanácsot régi támogatójával, Henry Howarddal és unokaöccsével Thomas Howarddal, valamint öt skót főnemessel.
Uralkodásának első éveiben a napi feladatokat Cecil (később Salisbury grófja) felügyelte; ebben nagy segítségére volt a tapasztalt Thomas Egerton (őt Jakab lordkancellárrá és Ellesmere bárójává emelte) és Thomas Sackville (belőle főkincstárnok és Dorset grófja lett). A király így más, nagyszabású ügyeknek szentelhette idejét, mint például Anglia és Skócia uniójának szorosabbá tétele, a kettős monarchia külpolitikája; vagy hódolhatott kedvenc szórakozásának, a vadászatnak.
Jakab szeretett volna két országának perszonáluniójából egységes monarchiát szervezni, amelynek nemcsak az uralkodója közös, hanem a parlamentje és törvényei is. "Nem egy szigetre teremtett-é minket (az Isten) – mondta Jakab az angol parlamentnek –, amelyet egy tenger vesz körül, és amely természeténél fogva egy és oszthatatlan?" Terve ellen azonban mind angol, mind skót részről vehemensen tiltakoztak. 1604 áprilisában az angol alsóház elutasította javaslatát, hogy címét formálisan is "Nagy-Britannia királyá"-ra változtassák. Októberben ennek ellenére mégis megváltoztatta a titulusát, ámbátor Francis Bacon figyelmeztette, hogy ezt a címet nem használhatja "semmilyen jogi eljárásban, okiraton vagy biztosítékon" és az angol törvényeken is Anglia királyaként szerepelt aláíróként. Skóciában viszont sikerült rákényszerítenie a parlamentre az akaratát, és emellett a kiáltványokon, pénzeken és szerződéseken is Nagy-Britannia uralkodójaként szerepelt mindkét országban.
A külpolitikában több sikert ért el. Sikerült lezárnia az 1585 óta tartó angol-spanyol háborút, nem utolsósorban Robert Cecil és Henry Howard ügyes diplomáciájának köszönhetően. 1604 augusztusában Londonban aláírták a békeszerződést, amelyet Jakab látványos bankettel ünnepelt meg. Nem sikerült azonban rendezni a katolikusok ügyét; Spanyolország és a katolikus hatalmak továbbra is nehezteltek Angliára vallásuk elnyomása miatt, míg a Titkos tanács további repressziókat sürgetett.

### A lőporos összeesküvés
1605. november 4-5-ének éjjelén, az alsóház új ülésszaka megnyitójának előestéjén a parlament pincéjében rajtakapták a radikális katolikus Guy Fawkest 36 lőporos hordó társaságában. Terve az volt, hogy másnap felrobbantja az épületet, benne valamennyi képviselővel és a királlyal. Ahogyan Jakab fogalmazott, el akarta pusztítani "nem csak... személyemet, nem csak feleségemet és ivadékaimat, hanem általánosságban az Állam szervezetét." Az összeesküvés leleplezése nagy szenzációt keltett és általános megkönnyebbüléssel fogadták a király és fiainak megmenekülését. Salisbury grófja ezt kihasználva magasabb támogatásokat csikart ki a parlamenttől, mint amilyeneket az Erzsébet kivételével azideig bárki másnak nyújtott. Fawkest és mindenkit, akit kapcsolatba hoztak az összeesküvéssel, kivégezték.

## Jakab és a parlament
A parlament lőporos összeesküvést követő engedékenysége kivételnek bizonyult; Jakab és az alsóház viszonyát hosszú távon inkább az előző, 1604-es ülésszak eseményei jellemezték. Ellentéteik nem annyira a tudatos rosszindulatból, hanem kölcsönös megnemértésből fakadtak. 1604 júliusában a helyzet odáig fajult, hogy a király – miután elutasították mind a két ország uniójára, mind a pénzbeli támogatásának növelésére irányuló javaslatait – ingerülten berekesztette az ülésszakot. "Nem fogok köszönetet mondani ott, ahol érzésem szerint nem jár köszönet" jelentette ki záróbeszédében. "... Nem vagyok az a fajta, aki dicséri a bolondokat... remélem az eljövendőkben több mérséklettel élnek majd a szabadságaikkal".
Az idő előrehaladtával kormányának egyre szorítóbb pénzügyi gondokkal kellett szembenéznie, részben a fokozódó infláció, de az udvar tékozló életmódja és pénzügyi inkompetenciája miatt is. 1610 februárjában Salisbury előállt az ún. "nagy szerződés" javaslatával, mely szerint a király lemondana egyes feudális előjogairól (mint különvámok kivetése, a hadsereg készleteinek szabott áron való felvásárlása) cserébe a parlament megszavazna 600 ezer fontot Jakab adósságainak kiegyenlítésére, valamint további évi 200 ezret az aktuális költségekre. A kicsinyes alkudozás azonban úgy elhúzódott, hogy Jakab végül elvesztette a türelmét és az év utolsó napján feloszlatta a parlamentet. "Ott követte el a legnagyobb hibát" mondta Salisburynek, "hogy mézet próbált kivonni az epéből". Ugyanez játszódott le 1614-ben az ún. "megzápult parlament" során, melyet Jakab alig kilenc hét után oszlatott fel, mert nem akarták megszavazni az általa kért összeget. Ezután 1621-ig nem hívta össze az alsóházat és a szükséges pénzt tanácsadói, mint a kereskedő Lionel Cranfield szerezték meg számára különféle machinációkkal és az erre a célra létrehozott nemesi címek eladásával.

### A spanyol házasság
Jelentős jövedelemmel kecsegtetett a Károly trónörökös és Mária Anna spanyol infánsnő esetleges házasságából származó hozomány is. A dinasztikus kapcsolat ezenfelül segíthetett volna elkerülni a háborút a korszak egyik félelmetes nagyhatalmával, Spanyolországgal. A békét azonban a tényleges esküvőn kívül a folyamatos tárgyalások is fenn tudták tartani, így hát Jakab majdnem egy évtizedig küldözgetett követeket a házasság ügyében.

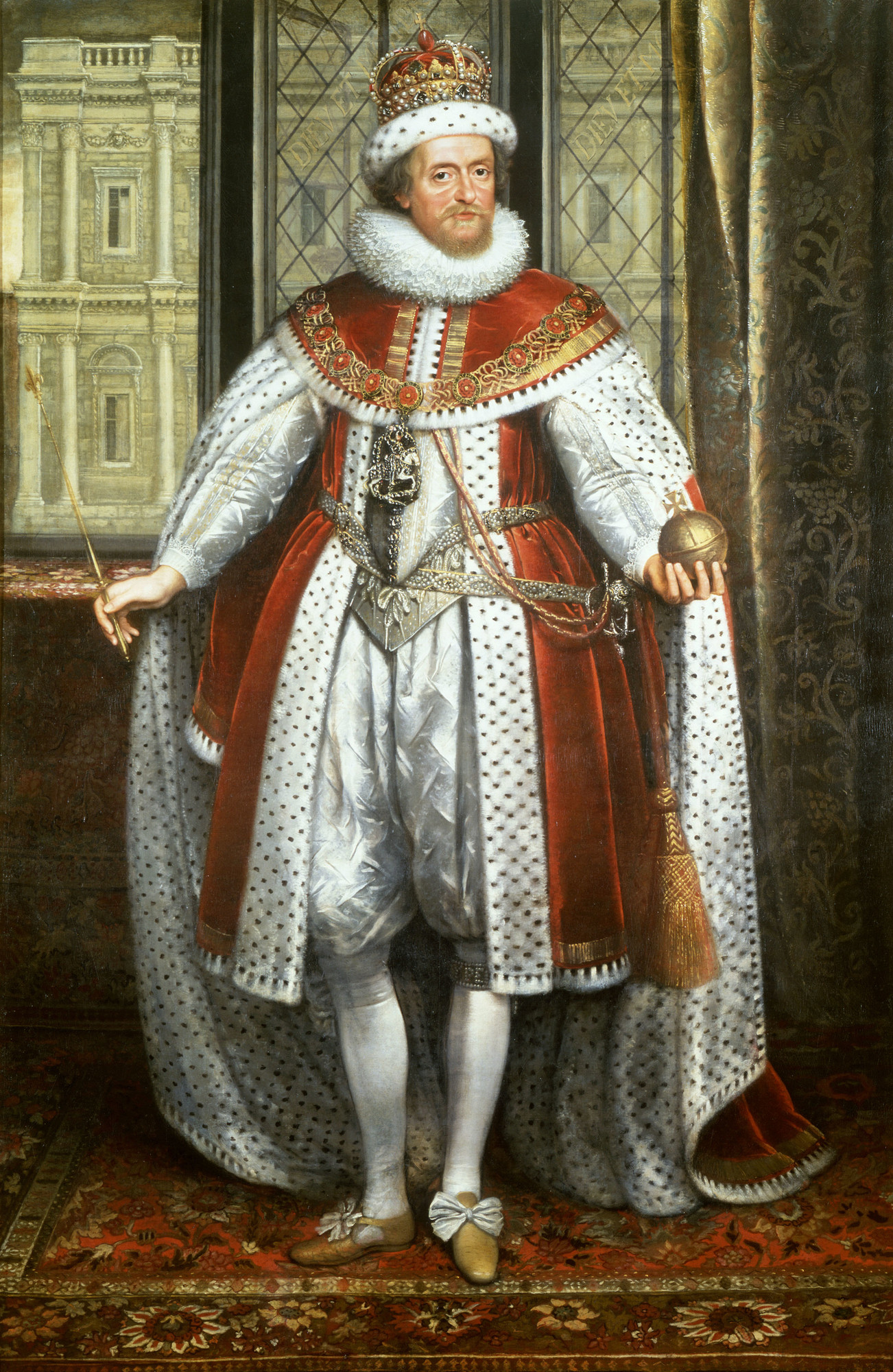
I. Jakab királyi díszben (Paul van Somer képe, kb. 1620)

A király elképzelését támogatták a Howardok és a katolikusok felé hajló miniszterek (az ún. spanyol párt), azonban a protestáns nép többsége mély gyanakvással fogadta. 1616-ban Walter Raleigh-t kiengedték a börtönből és Dél-Amerikába küldték aranyat szerezni, ám Jakab szigorúan a lelkére kötötte, hogy kerülje a harcot a spanyolokkal. Az expedíció azonban katasztrofálisan sikerült, Raleigh fia is elesett a spanyolokkal vívott csatározásokban. Mikor visszatért, Jakab a közvélemény tiltakozása ellenére kivégeztette.
A harmincéves háború kitörése még inkább aláásta Jakab katolikuspárti külpolitikáját, különösen miután 1620-ban II. Ferdinánd császár kiűzte Csehországból annak megválasztott protestáns királyát, Frigyest (aki Jakab lányát, Erzsébetet vette feleségül). Egyidejűleg a spanyolok megszállták Frigyes rajnai palotagrófságát. A király kénytelen volt 1621-re összehívni a parlamentet, hogy pénzt kérjen tőle a veje megsegítésére indított katonai expedícióra. Az alsóház megszavazott neki valamennyi pénzt (ami nem volt elegendő egy hathatós hadművelethez) ugyanakkor azonban – emlékezve arra hogy Erzsébet idejében mennyire jövedelmező volt a spanyol kincses galleonok fosztogatása — felszólította az uralkodót, hogy üzenjen hadat Spanyolországnak. 1621 novemberében Edward Coke neves jogtudós javaslatára petíciót nyújtottak be, követelve a spanyol háborút, a szigorúbb katolikusellenes törvényeket, valamint hogy Károly herceg protestáns hercegnőt vegyen feleségül. Jakab kereken elutasította a petíciót, büntetéssel fenyegetve azokat, akik beleavatkoznak felségjogaiba. A képviselők erre írásban tiltakoztak, hogy a király lábbal tiporja jogaikat, többek között a szólásszabadságukat. Buckingham herceg és Gondamar spanyol követ javaslatára a király kitépte a tiltakozást a jegyzőkönyvből és feloszlatta a parlamentet.
1623-ban Buckingham magához ragadta a kezdeményezést és a 22 éves Károllyal együtt titokban Spanyolországba utaztak, hogy megnyerjék Mária Anna szívét. Az akció azonban nem járt sikerrel. Az infánsnőnek nem tetszett Károly, a kormány pedig a katolikusellenes törvények eltörlését követelte. Aláírtak ugyan egy szerződést, de alig tértek vissza Angliába októberben, már fel is mondták azt, a brit közvélemény nagy megelégedésére. Károly és Buckingham tanult a kudarcból és felszólították Jakabot, hogy Franciaországban keressen menyasszonyt a fiának, valamint üzenjen hadat a Habsburg-birodalomnak. Az ehhez szükséges anyagi eszközökhöz 1624 februárjában összehívták a parlamentet. Az alsóház katolikusellenes hangulata az udvarra is átragadt és a külpolitika irányítása átcsúszott Károly és Buckingham kezébe. Sikerült elérniük Lionel Cranfield kincstárnok felmentését aki a várható költségek miatt ellenezte a háborút, Jakab azonban továbbra is makacsul megtagadta a hadüzenetet. Károly úgy értelmezte az 1624-es parlament határozatait, hogy az alsóház elkötelezte magát egy spanyol háború finanszírozására; emiatt aztán a saját uralkodása elején konfliktusba került a parlamenttel.

## Kései évei

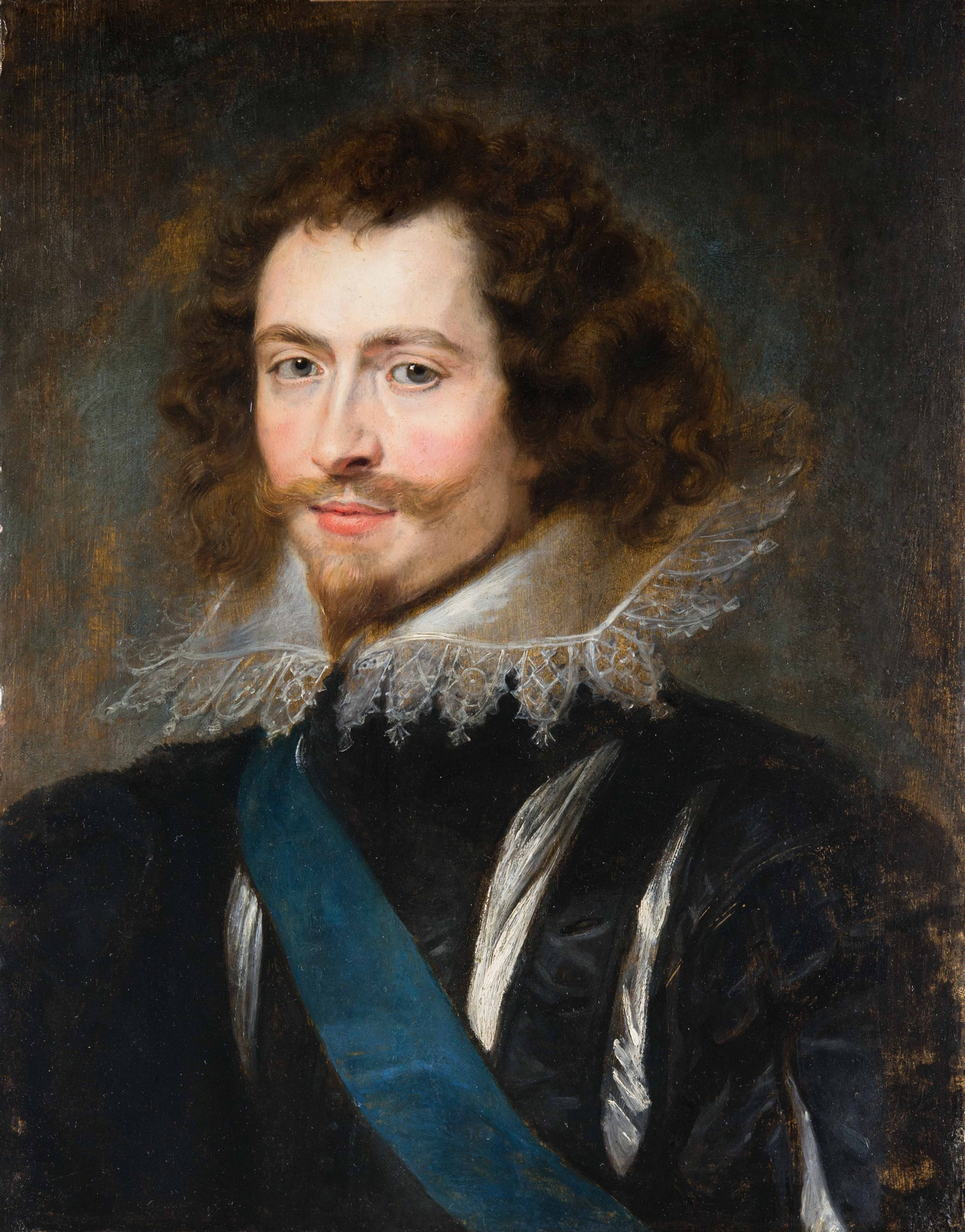
George Villiers, Buckingham hercege (Rubens képe, 1625)

Salisbury 1612-ben meghalt és azok, akik a pozíciójára pályáztak nem siratták sokáig (a kormányzat napi ügyeit átvevő Henry Howard írta: "a kicsi ember halálán sokan örvendeznek és csak kevesen vannak, akik sajnálkoznak felette") Az általa irányított, még Erzsébet idején kialakított rendszer eddig még viszonylag hatékonyan működött; ezt követően azonban Jakab kormányzata a hanyatlás korszakába lépett; a pénzügyek kaotikussá, a külpolitika nehézkessé vált. Salisbury halála alkalmat adott Jakabnak hogy saját maga főminisztereként ő vegye át az irányítást. Fiatal skót kegyencének, Robert Carrnak átadta ugyan Salisbury feladatainak egy részét, de így sem volt képes összefogni a kormány munkáját, amely így klikkekre esett szét.
A kormányzatot hamarosan a Howard-párt (Henry Howard northamptoni gróf, Thomas Howard suffolki gróf; utóbbi veje, William Knollys; Charles Howard nottinghami gróf és Thomas Lake) befolyása alá került. Még a befolyásos Carrt is sikerült behálózniuk, aki nem volt elég tapasztalt a vállaira helyezett felelősség kezeléséhez. Carr házasságtörő viszonyt kezdett Frances Howarddal, Suffolk lányával; Jakab pedig segített felbontatni a nő házasságát, hogy feleségül mehessen a kegyencéhez.
1615-ben kiderült, hogy Carr közeli barátját és asszisztensét Thomas Overburyt két évvel korábban megmérgezték. Overbury vehemensen ellenezte Carr házasságát, verseket is írt ellene. Frances elérte, hogy Anna királynő kitiltassa őt az udvarból és amikor visszautasította a felajánlott orosz követi állást, Jakab dühében bezáratta a Towerba. A bíróság Francest a gyilkosságért, férjét bűnsegédletért ítélte el. Jakab – akinek ekkor már új kegyence volt Buckingham személyében – a halálos ítéletet börtönre változtatta, 1624-ben pedig megkegyelmezett nekik. 1619-re a Howard-párt megbukott és Buckingham vált a kormányzat domináns alakjává.

## Jakab és az egyház

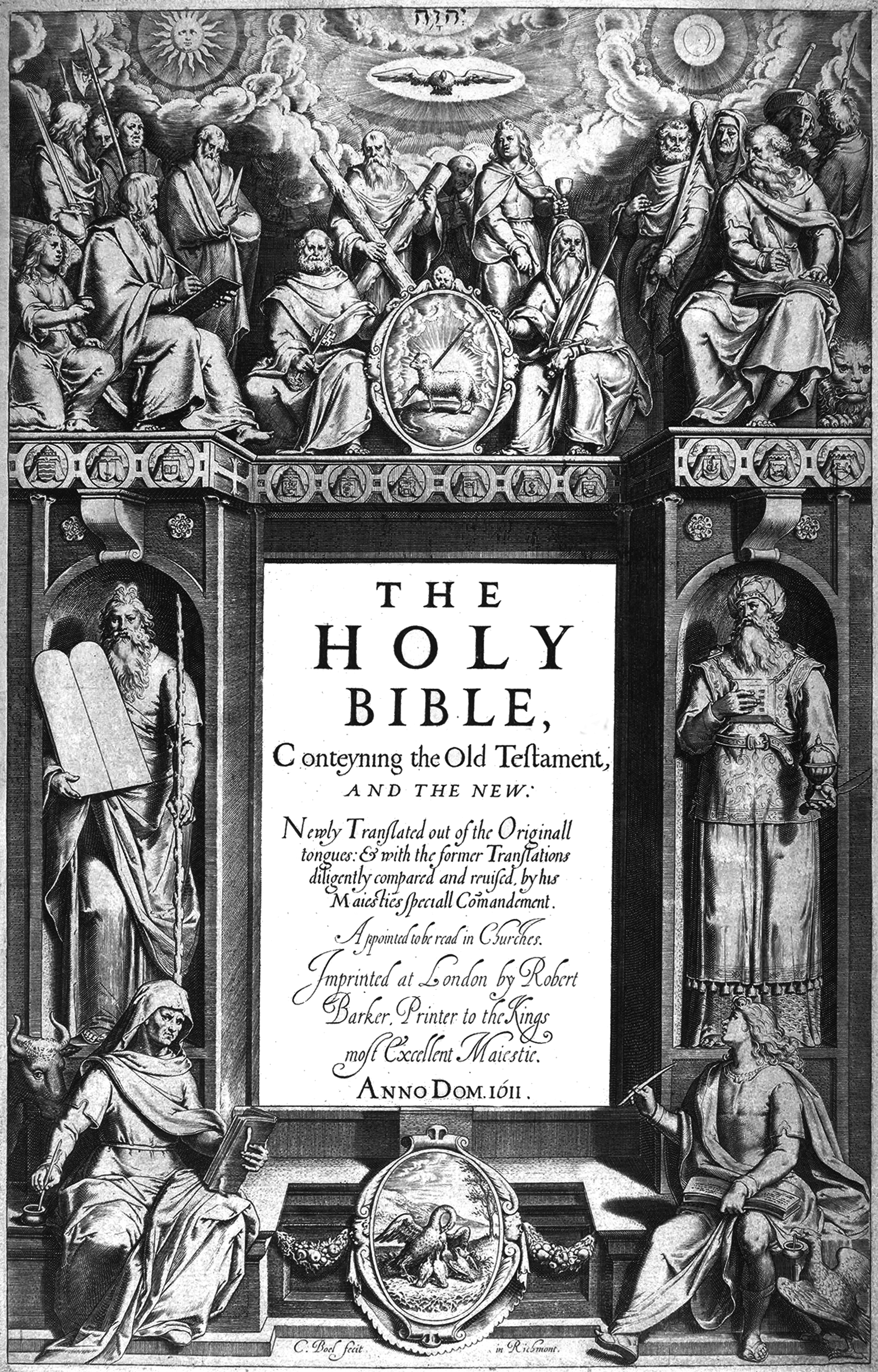
A Jkab-féle Biblia első, 1611-es kiadása

A lőpor-összeesküvést követően Jakab szigorú intézkedéseket hozott az angol katolikusok ellen. 1606 májusában a parlament elfogadta zat a "makacs pápisták" elleni törvényt, amely megtiltotta hogy katolikusok jogászok vagy orvosok legyenek és alapján bárkitől hűségesküt követelhettek, kijelentetve vele, hogy a pápának nincs hatalma az angol király felett. Jakab elnéző volt azokkal akik letették az esküt és – még az udvarában is – eltűrte hogy a névleg áttértek titokban továbbra is gyakorolják a katolikus vallást. Ilyen kriptokatolikus volt Henry Howard lordpecsétőr is, aki halála előtt visszatért a római egyházhoz. Jakab úgy vélte, hogy szüksége van a katolikusok támogatására és trónra lépésekor biztosította Northumberland grófját a régi vallás egyik bajnokát, hogy nem fog üldözni senkit "aki nyugton marad és legalább látszólag betartja a törvényeket".
1603-as trónra lépését követően az angol puritánok az ún. millenáris petícióval fordultak a királyhoz, többek között kérve a bérmálás, a jegygyűrűk és a "pap" kifejezés betiltását és hogy a lelkészeknek ne kelljen feltétlenül sapkát és karinget viselniük. Jakab eleinte a protestáns egység szigorú híve volt, annyira hogy a puritánok már üldöztetve érezték magukat. Később azonban jóval toleránsabbnak mutatkozott. Az 1604-ben összehívott Hampton Court-i teológiai konferencia eredményeképpen kiadtak egy átdolgozott imakönyvet, amelyben a puritánok számos javaslatát belevették. A konferencián felmerült, hogy a Biblia különféle angol fordításai között jelentős eltérések vannak, ezért elhatározták hogy újrafordítják a Szentírást. A munkával 1611-re végeztek: ez lett a Jakab király-féle Biblia, melynek szövegét a korabeli próza mesterművének tartják és máig széleskörűen használják angol nyelvterületen.
Skóciában Jakab megpróbálta közelíteni az egyházszervezetet az angolhoz és vissza akarta hozni a püspökök dominanciáját jelentő episzkopális irányítást. A presbiteriánus skótok azonban mereven elzárkóztak. 1617-ben Jakab visszatért szülőhazájába (ez volt az egyetlen alkalom azóta hogy felkerült az angol trónra) hogy rábeszélje a papságot az anglikán rituálé átvetelére. A következő évben a pártján álló püspököknek sikerült áterőltetniük az ún. perthi öt cikkelyt az Általános gyűlésen, de a rendelkezéseket alig tartották be. A skót egyház megosztott maradt, ami számos problémát okozott utódjának, Károlynak.

## Magánélete

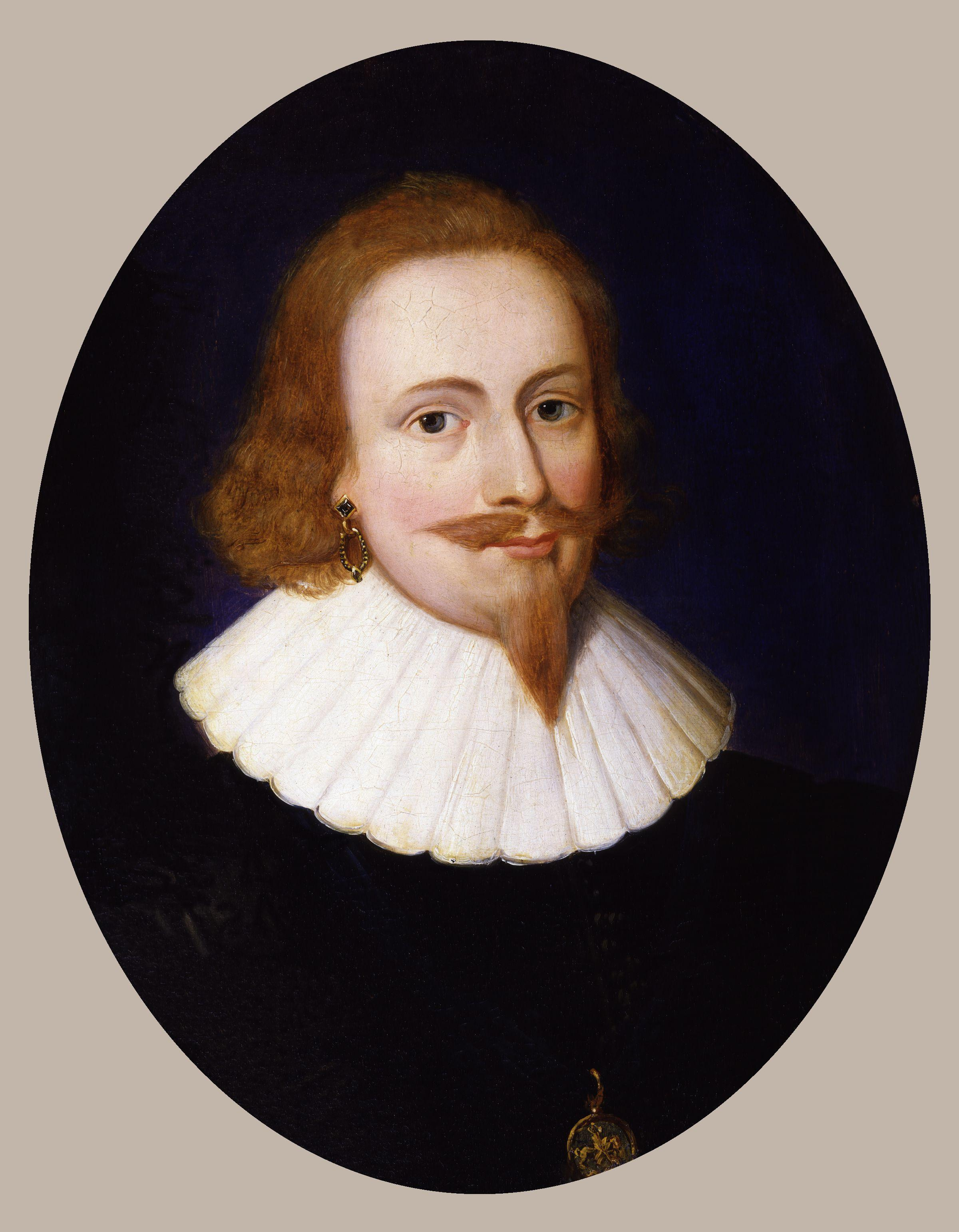
Robert Carr, Jakab egyik kegyence

Jakab élete során több férfival is közeli baráti kapcsolatot tartott fenn, ezek természetét azonban a történészek vitatják. Skóciában Anne Murray volt a szeretője. Angliában pacifista, intellektuális természete nagy ellentétben állt elődje, Erzsébet harcias, flörtölős viselkedésével és hamarosan népszerűvé vált a mondás, miszerint "Erzsébet volt a király, most Jakab a királynő" (latinul Rex fuit Elizabeth, nunc est regina Iacobus).
Egyes életrajzírói arra a következtetésre jutottak, hogy Jakab homoszexuális viszonyt tartott fenn Lennox herceggel, Somerset gróffal és Buckingham herceggel. Kortársa, John Oglander a naplójában megjegyzi, hogy "még sohasem láttam szerelmes férjet, aki oly sokat vagy oly mértékben enyelgett volna szépséges hitvesével, mint amennyit Jakab királyt láttam kegyenceivel, különösen Buckingham hercegével". Utóbbiról Edward Peyton báró is megírta, hogy a király úgy csókolgatja, mint a szeretőjét. Amikor 2004-2008-ban restaurálták Jakab kedvenc rezidenciáját, az Apethorpe Palace-t, felfedezték, hogy a király és Buckingham hálószobáját titkos folyosó köti össze. Théophile de Viau hugenotta költő szerint "köztudott" hogy Anglia királya Buckinghammal paráználkodik (Et ce savant roy d'Angleterre / foutoit-il pas le Boukinquan).
Buckingham egyhelyütt maga is utal rá leveleiben, hogy egy ágyban aludt a királlyal; ez a viselkedés azonban a 17. századi udvarokban nem feltétlenül jelentett szexuális kapcsolatot is.
Más életrajzírók szerint azonban, bár kapcsolatuk intim volt, annak nem volt szexuális jellege. Jakab a Basilikon Doron-ban a szodómiát megbocsáthatatlan bűnnek írja le. Feleségét, Annát legalább tizenkétszer ejtette teherbe (hét gyerekük élve született, kettő koraszülöttként jött világra és Anna legalább háromszor elvetélt) vagyis dinasztikus kötelezettségeinek alaposan eleget tett. Egyesek szerint biszexuális is lehetett.

## Halála

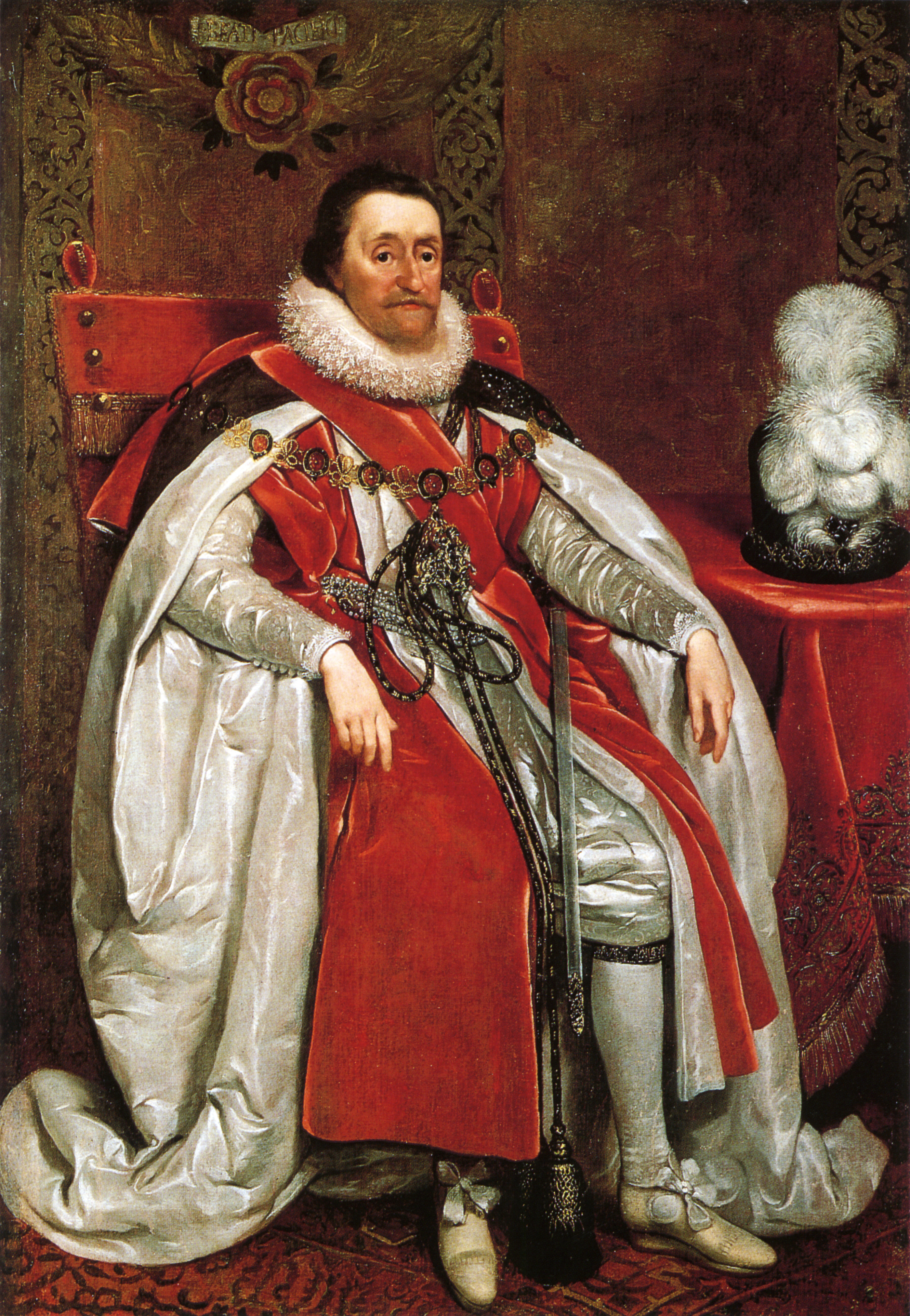
Az idős Jakab király (Daniël Mijtens képe, 1621)

Idős korára Jakab reumától, köszvénytől és vesekövektől szenvedett. Fogai kihullottak és sokat ivott, lehetséges hogy kezdett szenilissé válni. Utolsó éveiben sokszor kényszerült ágyba, csak ritkán tudott Londonba látogatni, emiatt a politikában egyre inkább a perifériára szorult. Egyes feltételezések szerint porfíriától szenvedett, akárcsak a hasonló tüneteket mutató leszármazottja, III. György. Jakab ugyanis azt mondta orvosának, Théodore de Mayerne-nek, hogy vizelete "olyan sötétvörös, mint az alicantei bor". Mások szerint a véres vizeletet vesekövei okozhatták.
1625 elején Jakab állapota súlyosra fordult, kínozta a reuma és a köszvény, időnként elalélt. Márciusban elkapta a "harmadnapos lázat" (maláriát) aztán szélütést kapott. Március 27-én a hertfordshire-i Theobalds House-ban halt meg egy súlyos dizentériás rohamot követően. Buckingham ott volt mellette (miután az általa javasolt gyógyszer csak rontott a király állapotán, később azzal vádolták, hogy megmérgezte). A westminsteri apátságban temették el május 7-én. Az ünnepség a kortársak szerint nagyszerű volt, de kaotikus és rosszul szervezett. A gyászbeszédet John Williams lincolni püspök mondta, aki a Biblia-beli Salamon királyhoz hasonlította Jakabot, aki szintén, miután "majdnem hatvan évet élt... békében halt meg". Sírjának helye hosszú időre feledésbe merült, a 19. században találták meg VII. Henrik kriptájában.

## Megítélése

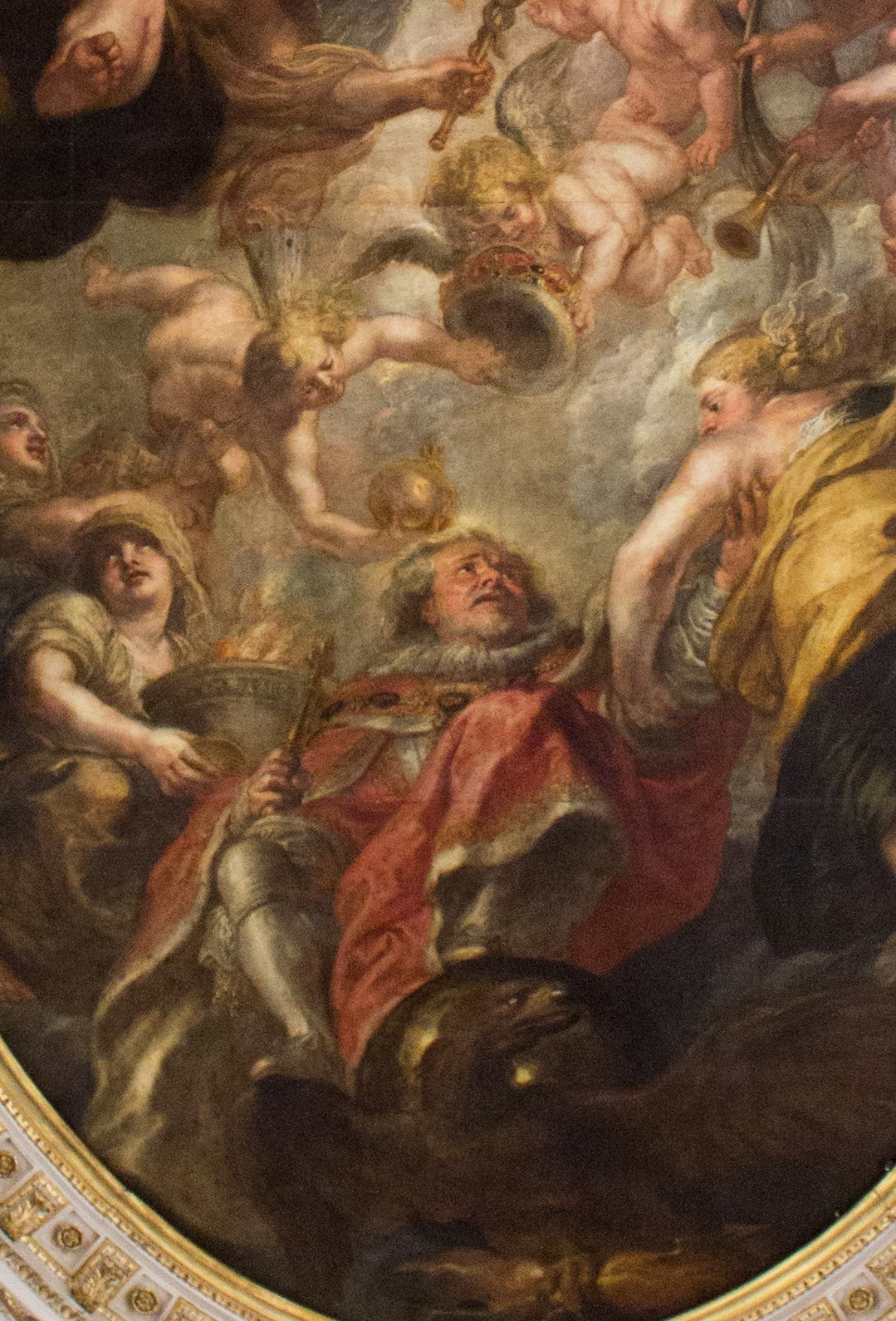
Jakabot a mennybe viszik az angyalok (Rubens képe a Whitehall mennyezetén)

Jakabot meggyászolta a népe. Hibái ellenére szerették; uralkodása alatt béke honolt és az adók is viszonylag alacsonyak voltak. "Békében élt és békében halt meg; imádkozom Istenhez hogy királyunk (I. Károly) az ő útját kövesse" írta Kellie grófja. A grófnak csalódnia kellett, Károly és Buckingham meggondolatlan katonai kalandokba bocsátkoztak, amelyek megalázó kudarccal végződtek. Jakab gyakran elhanyagolta a kormányzás feladatait hogy kedvteléseinek – főleg a vadászatnak – hódolhasson. A királyi udvar I. Erzsébet által oly gondosan ápolt tekintélye is jócskán megtépázódott kegyenceinek botrányai miatt.
Jakab idejében kezdődött el az észak-írországi Ulster betelepítése protestáns angolokkal és skótokkal. Ekkor kezdték el Észak-Amerika gyarmatosítását is Jamestown 1607-es, valamint az új-fundlandi Cuper's Cove 1610-es megalapításával. . Igyekezett elmélyíteni Anglia és Skócia perszonálunióját, megteremtve ezzel az egységes brit állam alapjait.

A 17. századi Stuart-ellenes történetírók szerint a király abszolutista hajlamaival, pénzügyi felelőtlenségével és népszerűtlen kegyencei támogatásával elősegítette az angol polgárháború kitörését. Jakab örökül hagyta Károly fiára hitét a királyok isteni eredetű jogában, valamint a parlament megvetését, amelynek végső következménye Károly kivégzése és a monarchia megdöntése lett. Az utókor ítéletét nagyban befolyásolta az az Anthony Weldon, akit Jakab kidobott az udvarából, és aki ezután szellemes, de előítéletes pamfletekben bírálta a király és udvarának erkölcseit. A negatív képet a 20. században újraértékelték és elismerik Jakab erényeit az angol-skót unió megerősítésében, a békére törekvő külpilitikában és hogy képes volt elfogadni az övétől eltérő véleményeket.

## Címei
Skóciában VI. Jakab néven uralkodott. 1603. március 24-én Londonban I. Jakabként kikiáltották "Anglia, Franciaország és Írország királyává, a Hit védelmezőjévé". 1604. október 20-án Jakab kiadott egy rendeletet, amellyel címét "Nagy-Britannia, Franciaország és Írország királyára és a Hit védelmezőjére stb." változtatta"; ezt az angol törvényekben nem használhatta, de a kiáltványokon, pénzeken, levelekben, szerződésekben, valamint egész Skóciában igen. A francia királyi cím még a százéves háború korából származott és természetesen nem uralkodott Franciaországban.
| Jakab címere 1567-1603 között | Címere 1603-1625-ben Skócián kívül | Címere 1603-1625-ben Skóciában |

## Családja

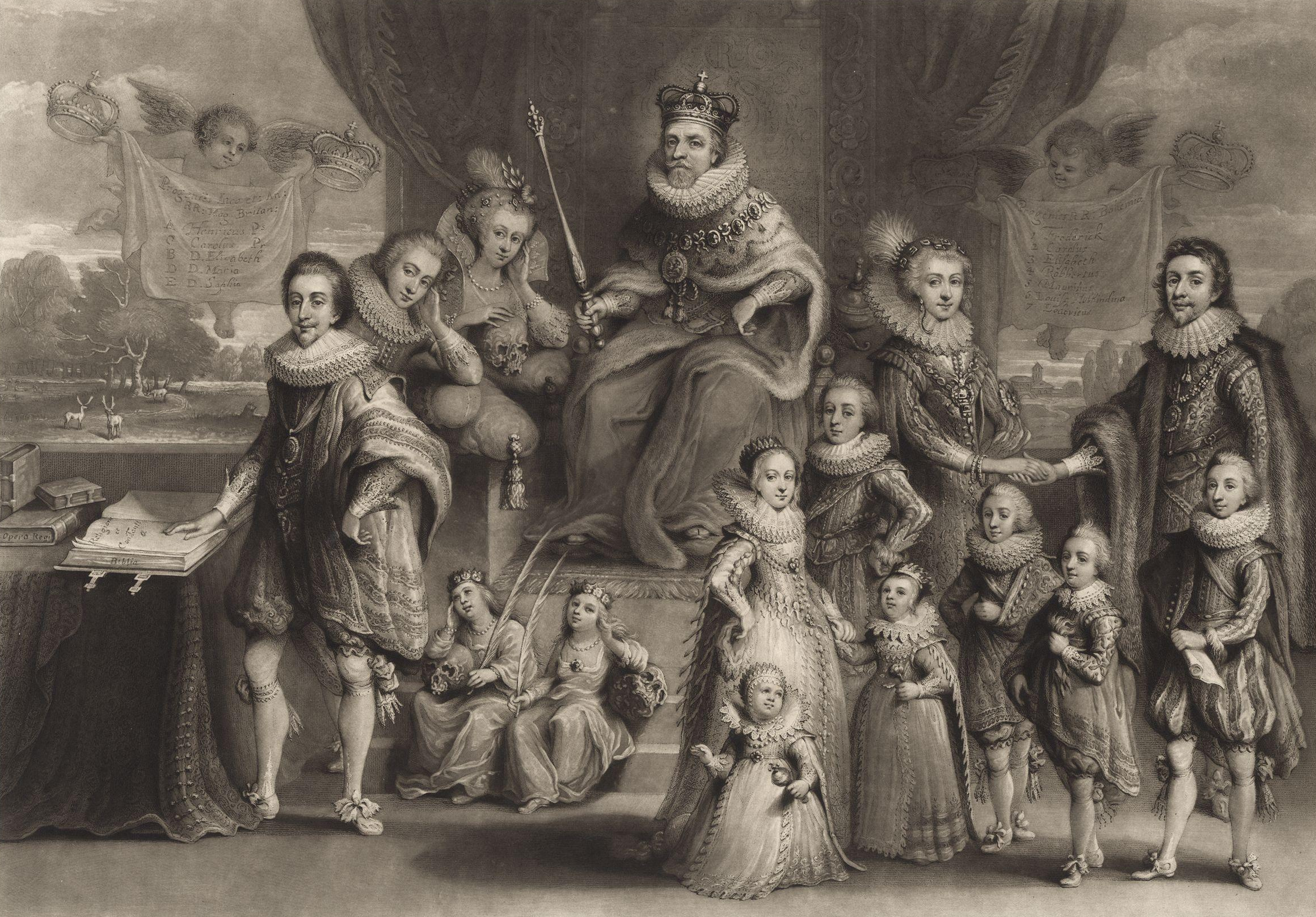
Jakab és családja (Charles Turner rajza, 1814)

Jakabnak és feleségének, Dániai Annának hét gyermeke született élve, közülük hárman érték meg a felnőttkort:
1. Henrik Frigyes (1594. február 19. – 1612. november 6.) 18 évesen valószínűleg tífuszban halt meg[159]
2. Erzsébet (1596. augusztus 19. – 1662. február 13.) V. Frigyes pfalzi választófejedelemhez ment feleségül
3. Margit (1598–1600)
4. Károly (1600. november 19. – 1649. január 30.) Anglia és Skócia királya, Bourbon Henrietta Máriát vette feleségül
5. Róbert (1602. január 18. – 1602. május 27.)
6. Mária (1605. április 8. – 1607. december 16.)
7. Zsófia (1606. június, születése után 48 órán belül meghalt)[160]

## Családfája
Jakab rokoni kapcsolatai a Stuart és Tudor-házban:
| Stuart-ház                 |                            |                            |                            |                            |                            |  |  |                                         |              |                    |                 |                 |                 |                 |                 |              |              |                  |                  |                  |                  |                            |                            |                            |                            |                            |                            |                            |                            |                             |                             |                             |                             |                               |                               |                               |                               |                               |                               |  |  |                           |                           |                           |                           |                           |                           |
| II. Jakab, Skócia királya  | II. Jakab, Skócia királya  | II. Jakab, Skócia királya  | II. Jakab, Skócia királya  | II. Jakab, Skócia királya  | II. Jakab, Skócia királya  |  |  | Gelrei Mária                            | Gelrei Mária | Gelrei Mária       | Gelrei Mária    | Gelrei Mária    | Gelrei Mária    |                 |                 |              |              |                  |                  |                  |                  |                            |                            |                            |                            |                            |                            |                            |                            |                             |                             |                             |                             |                               |                               |                               |                               |                               |                               |  |  |                           |                           |                           |                           |                           |                           |
| II. Jakab, Skócia királya  | II. Jakab, Skócia királya  | II. Jakab, Skócia királya  | II. Jakab, Skócia királya  | II. Jakab, Skócia királya  | II. Jakab, Skócia királya  |  |  | Gelrei Mária                            | Gelrei Mária | Gelrei Mária       | Gelrei Mária    | Gelrei Mária    | Gelrei Mária    |                 |                 |              |              |                  |                  |                  |                  |                            |                            |                            |                            |                            |                            |                            |                            |                             |                             |                             |                             |                               |                               |                               |                               |                               |                               |  |  |                           |                           |                           |                           |                           |                           |
|                            |                            |                            |                            |                            |                            |  |  |                                         |              |                    |                 |                 |                 |                 |                 |              |              |                  |                  |                  |                  |                            |                            |                            |                            |                            |                            |                            |                            |                             |                             |                             |                             |                               |                               |                               |                               |                               |                               |  |  |                           |                           |                           |                           |                           |                           |
|                            |                            |                            |                            |                            |                            |  |  |                                         |              |                    |                 |                 |                 |                 |                 |              |              |                  |                  |                  |                  |                            |                            |                            |                            |                            |                            |                            |                            |                             |                             |                             |                             |                               |                               |                               |                               |                               |                               |  |  |                           |                           |                           |                           |                           |                           |
| III. Jakab Skócia királya  | III. Jakab Skócia királya  | III. Jakab Skócia királya  | III. Jakab Skócia királya  | III. Jakab Skócia királya  | III. Jakab Skócia királya  |  |  |                                         |              | Mary Stewart       | Mary Stewart    | Mary Stewart    | Mary Stewart    | Mary Stewart    | Mary Stewart    |              |              |                  |                  |                  |                  |                            |                            |                            |                            |                            |                            |                            |                            |                             |                             |                             |                             |                               |                               |                               |                               |                               |                               |  |  |                           |                           |                           |                           |                           |                           |
| III. Jakab Skócia királya  | III. Jakab Skócia királya  | III. Jakab Skócia királya  | III. Jakab Skócia királya  | III. Jakab Skócia királya  | III. Jakab Skócia királya  |  |  |                                         |              | Mary Stewart       | Mary Stewart    | Mary Stewart    | Mary Stewart    | Mary Stewart    | Mary Stewart    |              |              |                  |                  |                  |                  |                            |                            |                            |                            |                            |                            |                            |                            |                             |                             |                             |                             |                               |                               |                               |                               |                               |                               |  |  |                           |                           |                           |                           |                           |                           |
|                            |                            |                            |                            |                            |                            |  |  |                                         |              | Elizabeth Hamilton |                 |                 |                 |                 |                 |              |              |                  |                  |                  |                  |                            |                            |                            |                            |                            |                            |                            |                            |                             |                             |                             |                             |                               |                               |                               |                               |                               |                               |  |  |                           |                           |                           |                           |                           |                           |
|                            |                            |                            |                            |                            |                            |  |  |                                         |              |                    |                 |                 |                 |                 |                 |              |              |                  |                  |                  |                  | Tudor-ház                  |                            |                            |                            |                            |                            |                            |                            |                             |                             |                             |                             |                               |                               |                               |                               |                               |                               |  |  |                           |                           |                           |                           |                           |                           |
|                            |                            |                            |                            |                            |                            |  |  |                                         |              | John Stewart       | John Stewart    | John Stewart    | John Stewart    | John Stewart    | John Stewart    |              |              |                  |                  |                  |                  | VII. Henrik Anglia királya | VII. Henrik Anglia királya | VII. Henrik Anglia királya | VII. Henrik Anglia királya | VII. Henrik Anglia királya | VII. Henrik Anglia királya |                            |                            |                             |                             |                             |                             |                               |                               |                               |                               |                               |                               |  |  |                           |                           |                           |                           |                           |                           |
|                            |                            |                            |                            |                            |                            |  |  |                                         |              | John Stewart       | John Stewart    | John Stewart    | John Stewart    | John Stewart    | John Stewart    |              |              |                  |                  |                  |                  | VII. Henrik Anglia királya | VII. Henrik Anglia királya | VII. Henrik Anglia királya | VII. Henrik Anglia királya | VII. Henrik Anglia királya | VII. Henrik Anglia királya |                            |                            |                             |                             |                             |                             |                               |                               |                               |                               |                               |                               |  |  |                           |                           |                           |                           |                           |                           |
|                            |                            |                            |                            |                            |                            |  |  |                                         |              |                    |                 |                 |                 |                 |                 |              |              |                  |                  |                  |                  |                            |                            |                            |                            |                            |                            |                            |                            |                             |                             |                             |                             |                               |                               |                               |                               |                               |                               |  |  |                           |                           |                           |                           |                           |                           |
| IV. Jakab Skócia királya   | IV. Jakab Skócia királya   | IV. Jakab Skócia királya   | IV. Jakab Skócia királya   | IV. Jakab Skócia királya   | IV. Jakab Skócia királya   |  |  |                                         |              |                    |                 |                 |                 | Tudor Margit    | Tudor Margit    | Tudor Margit | Tudor Margit | Tudor Margit     | Tudor Margit     |                  |                  | Archibald Douglas          | Archibald Douglas          | Archibald Douglas          | Archibald Douglas          | Archibald Douglas          | Archibald Douglas          |                            |                            | VIII. Henrik Anglia királya | VIII. Henrik Anglia királya | VIII. Henrik Anglia királya | VIII. Henrik Anglia királya | VIII. Henrik Anglia királya   | VIII. Henrik Anglia királya   |                               |                               |                               |                               |  |  |                           |                           |                           |                           |                           |                           |
| IV. Jakab Skócia királya   | IV. Jakab Skócia királya   | IV. Jakab Skócia királya   | IV. Jakab Skócia királya   | IV. Jakab Skócia királya   | IV. Jakab Skócia királya   |  |  |                                         |              |                    |                 |                 |                 | Tudor Margit    | Tudor Margit    | Tudor Margit | Tudor Margit | Tudor Margit     | Tudor Margit     |                  |                  | Archibald Douglas          | Archibald Douglas          | Archibald Douglas          | Archibald Douglas          | Archibald Douglas          | Archibald Douglas          |                            |                            | VIII. Henrik Anglia királya | VIII. Henrik Anglia királya | VIII. Henrik Anglia királya | VIII. Henrik Anglia királya | VIII. Henrik Anglia királya   | VIII. Henrik Anglia királya   |                               |                               |                               |                               |  |  |                           |                           |                           |                           |                           |                           |
|                            |                            |                            |                            |                            |                            |  |  |                                         |              |                    |                 |                 |                 |                 |                 |              |              |                  |                  |                  |                  |                            |                            |                            |                            |                            |                            |                            |                            |                             |                             |                             |                             |                               |                               |                               |                               |                               |                               |  |  |                           |                           |                           |                           |                           |                           |
|                            |                            |                            |                            |                            |                            |  |  |                                         |              |                    |                 |                 |                 |                 |                 |              |              |                  |                  |                  |                  |                            |                            |                            |                            |                            |                            |                            |                            |                             |                             |                             |                             |                               |                               |                               |                               |                               |                               |  |  |                           |                           |                           |                           |                           |                           |
| V. Jakab Skócia királya    | V. Jakab Skócia királya    | V. Jakab Skócia királya    | V. Jakab Skócia királya    | V. Jakab Skócia királya    | V. Jakab Skócia királya    |  |  |                                         |              | Matthew Stewart    | Matthew Stewart | Matthew Stewart | Matthew Stewart | Matthew Stewart | Matthew Stewart |              |              | Margaret Douglas | Margaret Douglas | Margaret Douglas | Margaret Douglas | Margaret Douglas           | Margaret Douglas           |                            |                            | I. Mária Anglia királynője | I. Mária Anglia királynője | I. Mária Anglia királynője | I. Mária Anglia királynője | I. Mária Anglia királynője  | I. Mária Anglia királynője  |                             |                             | I. Erzsébet Anglia királynője | I. Erzsébet Anglia királynője | I. Erzsébet Anglia királynője | I. Erzsébet Anglia királynője | I. Erzsébet Anglia királynője | I. Erzsébet Anglia királynője |  |  | VI. Eduárd Anglia királya | VI. Eduárd Anglia királya | VI. Eduárd Anglia királya | VI. Eduárd Anglia királya | VI. Eduárd Anglia királya | VI. Eduárd Anglia királya |
| V. Jakab Skócia királya    | V. Jakab Skócia királya    | V. Jakab Skócia királya    | V. Jakab Skócia királya    | V. Jakab Skócia királya    | V. Jakab Skócia királya    |  |  |                                         |              | Matthew Stewart    | Matthew Stewart | Matthew Stewart | Matthew Stewart | Matthew Stewart | Matthew Stewart |              |              | Margaret Douglas | Margaret Douglas | Margaret Douglas | Margaret Douglas | Margaret Douglas           | Margaret Douglas           |                            |                            | I. Mária Anglia királynője | I. Mária Anglia királynője | I. Mária Anglia királynője | I. Mária Anglia királynője | I. Mária Anglia királynője  | I. Mária Anglia királynője  |                             |                             | I. Erzsébet Anglia királynője | I. Erzsébet Anglia királynője | I. Erzsébet Anglia királynője | I. Erzsébet Anglia királynője | I. Erzsébet Anglia királynője | I. Erzsébet Anglia királynője |  |  | VI. Eduárd Anglia királya | VI. Eduárd Anglia királya | VI. Eduárd Anglia királya | VI. Eduárd Anglia királya | VI. Eduárd Anglia királya | VI. Eduárd Anglia királya |
|                            |                            |                            |                            |                            |                            |  |  |                                         |              |                    |                 |                 |                 |                 |                 |              |              |                  |                  |                  |                  |                            |                            |                            |                            |                            |                            |                            |                            |                             |                             |                             |                             |                               |                               |                               |                               |                               |                               |  |  |                           |                           |                           |                           |                           |                           |
| I. Mária Skócia királynője | I. Mária Skócia királynője | I. Mária Skócia királynője | I. Mária Skócia királynője | I. Mária Skócia királynője | I. Mária Skócia királynője |  |  |                                         |              |                    |                 |                 |                 | Henry Stuart    | Henry Stuart    | Henry Stuart | Henry Stuart | Henry Stuart     | Henry Stuart     |                  |                  |                            |                            |                            |                            |                            |                            |                            |                            |                             |                             |                             |                             |                               |                               |                               |                               |                               |                               |  |  |                           |                           |                           |                           |                           |                           |
| I. Mária Skócia királynője | I. Mária Skócia királynője | I. Mária Skócia királynője | I. Mária Skócia királynője | I. Mária Skócia királynője | I. Mária Skócia királynője |  |  |                                         |              |                    |                 |                 |                 | Henry Stuart    | Henry Stuart    | Henry Stuart | Henry Stuart | Henry Stuart     | Henry Stuart     |                  |                  |                            |                            |                            |                            |                            |                            |                            |                            |                             |                             |                             |                             |                               |                               |                               |                               |                               |                               |  |  |                           |                           |                           |                           |                           |                           |
|                            |                            |                            |                            |                            |                            |  |  |                                         |              |                    |                 |                 |                 |                 |                 |              |              |                  |                  |                  |                  |                            |                            |                            |                            |                            |                            |                            |                            |                             |                             |                             |                             |                               |                               |                               |                               |                               |                               |  |  |                           |                           |                           |                           |                           |                           |
|                            |                            |                            |                            |                            |                            |  |  | VI. (I.) Jakab Skócia és Anglia királya |              |                    |                 |                 |                 |                 |                 |              |              |                  |                  |                  |                  |                            |                            |                            |                            |                            |                            |                            |                            |                             |                             |                             |                             |                               |                               |                               |                               |                               |                               |  |  |                           |                           |                           |                           |                           |                           |

## Írásai
- The Essayes of a Prentise in the Divine Art of Poesie (más néven Some Reulis and Cautelis), 1584
- His Majesties Poeticall Exercises at Vacant Houres 1591
  - Lepanto, vers
- Daemonologie, 1597
- Extra-titular Works from the Collected Demonology 1616
  - A Letter To The Whole Church Militant,
  - The Argument Of This Whole Epistle,
  - A Paraphrase Upon The Revelation,
  - The Two Meditations,
- The True Law of Free Monarchies, 1598
- Basilikon Doron, 1599
- A Counterblaste to Tobacco, 1604
- An Apologie for the Oath of Allegiance, 1608
- A Premonition to All Most Mightie Monarches, 1609

## Fordítás
Ez a szócikk részben vagy egészben  a   James VI and I című angol Wikipédia-szócikk ezen változatának fordításán alapul.  Az eredeti cikk szerkesztőit annak laptörténete sorolja fel. Ez a jelzés csupán a megfogalmazás eredetét és a szerzői jogokat jelzi, nem szolgál a cikkben szereplő információk forrásmegjelöléseként.
| Előző uralkodó: I. Mária | Skócia uralkodója 1567 – 1625 | Következő uralkodó: I. Károly |

| Előző uralkodó: I. Erzsébet | Anglia királya 1603 – 1625 | Következő uralkodó: I. Károly |

| Előző uralkodó: I. Erzsébet | Írország királya 1603 – 1625 | Következő uralkodó: I. Károly |